# Kornbrennerei Knappertsbusch

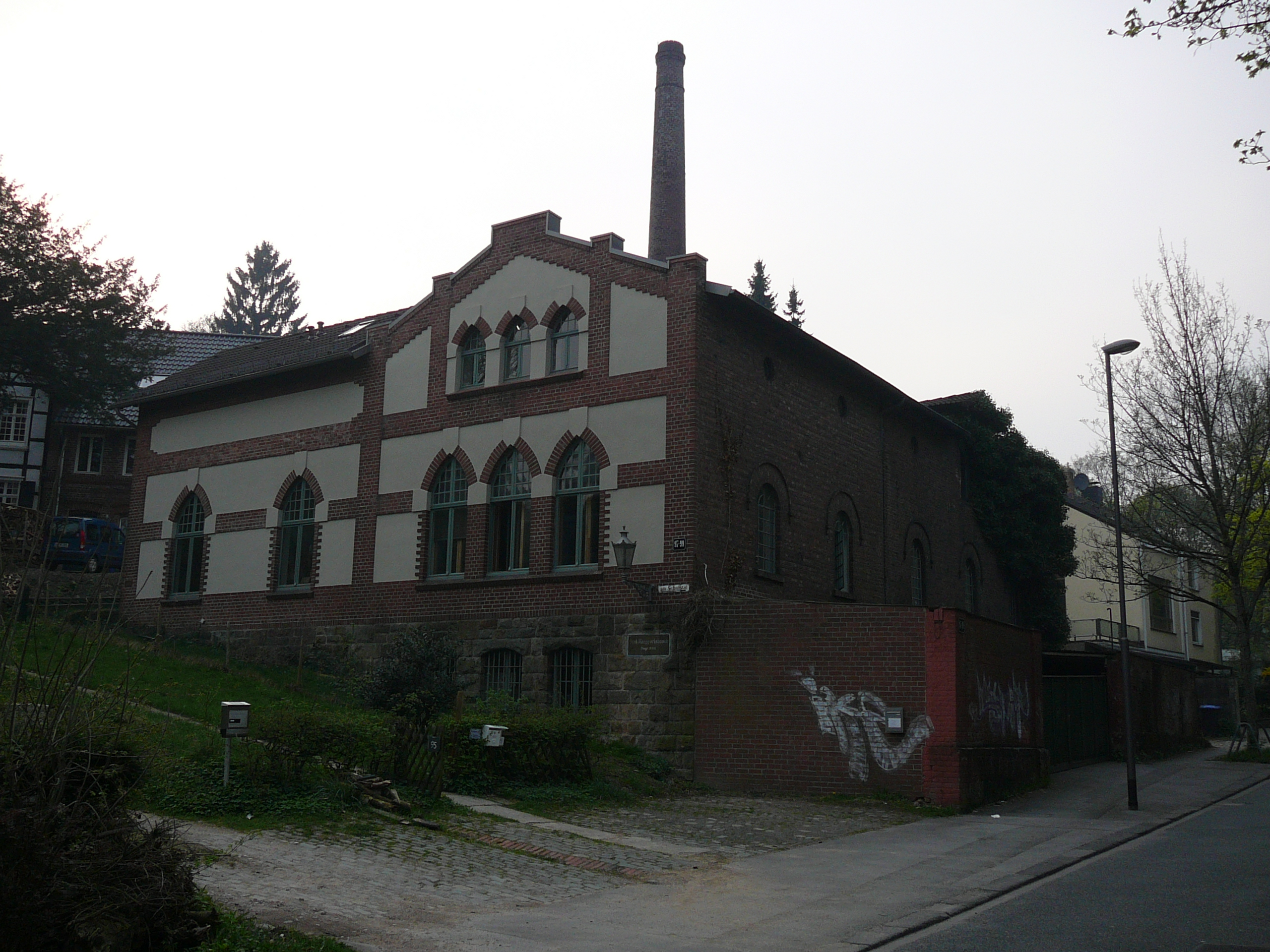
Die ehemalige Kornbrennerei Knappertsbusch

Die ehemalige Kornbrennerei Knappertsbusch ist ein denkmalgeschütztes Fabrikgebäude (Hausanschrift: Funckstraße 97 und 99, damals Rheinische Straße) im Wuppertaler Stadtbezirk Elberfeld-West. Es wurde am 18. Mai 2000 als Baudenkmal anerkannt.

## Geschichte
1834 erwarb der Ackerer Johann Heinrich Knappertsbusch das benachbarte Gut Am Schaffstal für 5400 preußische Taler und erweiterte es durch eine Kornbrennerei. Der spätere Inhaber Gustav Knappertsbusch war Vater des Dirigenten Hans Knappertsbusch.
Heute wird das Gebäude für ein Architekturbüro genutzt.